# 天津大学第四分校
天津大学第四分校，又称天大四分校，是1978年文化大革命结束后，天津市为了扩大普通高等学校招生，依托天津大学、在天津市第八中学的基础上建立的天津市管辖的走读制大学分校，是天津大学建筑分校的前身。